# Mileștii de Sus, Bacău
Mileștii de Sus este un sat în comuna Parincea din județul Bacău, Moldova, România.